# Morąg
Morąg (en alemán Mohrungen) es una ciudad situada en Polonia, localizada en la parte norte del país. Morąg es el pueblo natal de Johann Gottfried Herder.

## Historia
El pueblo de Morąg fue fundado por la Orden Teutónica en 1280. Morąg recibió el título de ciudad en 1327.

## División administrativa
Morąg tiene 7 barrios:
- Stare Miasto
- Kolonia Robotnicza
- Kwiatowa
- Zatorze
- Kolonia Warszawska
- Kujawska
- Pułaskiego

Las ciudades vecinas más importantes son Olsztyn y Elbląg.

## Ciudades hermanadas
- Giesen, Alemania